# Heinrich Thoma
Heinrich Thoma   (valor desconegut, 16 d'octubre de 1900 - valor desconegut, 16 d'octubre de 1982) fou un remer suís que va competir durant la dècada de 1920.
El 1924 va prendre part en els Jocs Olímpics de París, on disputà la prova del doble scull del programa de rem. Formant parella amb Rudolf Bosshard guanyà la medalla de bronze.